# 石井和子

石井 和子（いしい かずこ、1945年8月15日 - ）は、日本のアナウンサー、リポーター、気象予報士、防災士。本名、石井 和子（いしい かずこ）。
千葉県出身。学習院大学文学部仏文科卒業。
1968年4月にアナウンサー13期生としてTBSに入社。1971年6月にTBSを退社後はフリーアナウンサー、リポーター、ウエザーキャスターとなる。日本気象予報士会顧問、白山朗読の会を主宰し気象・朗読にも携わる他、執筆・講演活動も行う。

## 略歴
1968年4月、TBSにアナウンサー13期生として入社（同期には小島一慶・松永邦久・池田園子・見城美枝子・郷司淑子・菅原牧子）。1971年6月、TBSを退社、フリーアナウンサー、リポーター、ウエザーキャスターとなる。1995年2月、第2回気象予報士試験に合格し気象予報士となる。1996年4月、気象予報士会副会長。1996年、気象学会評議委員（1999年まで）。1997年、気象庁気象審議会委員（2001年まで）。1999年9月、気象審議会総合計画部会委員。2000年4月、気象業務支援センター評議委員。2002年5月、日本気象予報士会会長（2006年4月まで）、国土交通省「21世紀の土砂災害対策を考える懇親会」委員（12月まで）。2003年、交通政策審議会気象分科会臨時委員（2005年3月まで）として「21世紀における気象業務のあり方について」、「台風・豪雨等に関する気象方法の充実」について取り組む。2007年5月、日本気象予報士会顧問。2008年2月、「源氏物語に於けるしぐれに関する気象学的考察」の論文題目においてお茶の水女子大学より学術博士学位を授受。2008年3月、『平安の気象予報士紫式部―『源氏物語』に隠された天気の科学』で第25回日本文芸大賞研究優秀賞を受賞。2009年4月、桜美林大学講師を務める。

## 出演番組

### ラジオ
- みんなの民謡（1969年、TBSラジオ）[3][4]
- おかずのヒント（1970年、TBSラジオ）[3][4]
- シャープス&フラッツタイム（1970年、TBSラジオ）[3][4]
- 土曜ワイドラジオTOKYO （1978年4月8日 - 1985年3月30日、TBSラジオ）
- 大沢悠里のゆうゆうワイド （1988年4月4日 - 9月26日、TBSラジオ）

### テレビ
- 日本列島あしたのお天気 （TBS）
- モーニングEye （1985年4月1日 - 1986年3月28日、TBS）
- ウィークエンドウェザー（TBS）
- 遊YOU天気週末探検隊 （TBS）
- お天気ママさん（TBS）

## 出演映画
- 男はつらいよ 柴又より愛をこめて（1985年）テレビ番組の司会 役 - 森本毅郎と共に務める。
- アイス・エイジ2（2006年）

## ビブリオグラフィ

### 著書
- 平安の気象予報士紫式部―『源氏物語』に隠された天気の科学 （2002年11月20日、講談社プラスアルファ新書）ISBN 406272166X - 第25回日本文芸大賞研究優秀賞受賞。

### 雑誌連載
- 俳句α「源氏物語に見る気象」（1999年 - 2001年）
- 婦人通信「古典と気象」（2003年 - 2005年）

### 関連書籍
- 石原慎太郎『東京の窓から世界を』PHP研究所、2007年11月27日。ISBN 4569646565。 - 東京MXテレビの対談番組「東京の窓から」にて行われた石原慎太郎と石井和子の対談を収録。